# Liste des villes jumelées de Finlande
 (décembre 2016).

Carte de la Finlande.

Ceci est la Liste des villes jumelées de Finlande ayant des liens permanents avec des communautés locales dans d'autres pays. Dans la plupart des cas, en particulier quand elle est officialisée par le gouvernement local, l'association est connue comme « jumelage » (même si d'autres termes, tels que « villes partenaires », « Sister Cities » ou « municipalités de l'amitié » sont parfois utilisés). La plupart des endroits sont des villes, mais cette liste comprend aussi des villages, des districts, comtés, etc., avec des liens similaires.
- Haut – A
- B
- C
- D
- E
- F
- G
- H
- I
- J
- K
- L
- M
- N
- O
- P
- Q
- R
- S
- T
- U
- V
- W
- X
- Y
- Z

## H

### Helsinki
La ville d’Helsinki ne reconnait pas officiellement de jumelage, mais possède des relations de partenariats avec :
- Beijing, Chine (depuis  2006)[1],[2],[3]
- Moscou, Russie[3]

## K

### Karkkila
Karkkila est membre du Douzelage, une association de jumelage de 23 villes à travers l'Union européenne. Ce jumelage actif a commencé en 1991 et il y a des événements réguliers, comme un marché de produits de chacun des autres pays et des festivals,.
| - Judenburg, Autriche - Houffalize, Belgique - Sušice, République tchèque - Holstebro, Danemark - Türi, Estonie - Granville, France - Bad Kötzting, Allemagne - Preveza, Grèce | - Kőszeg, Hongrie - Bellagio, Italie - Bundoran, République d’Irlande - Sigulda, Lettonie - Prienai, Lituanie - Niederanven, Luxembourg - Marsaskala, Malte | - Meerssen, Pays-Bas - Chojna, Pologne - Sesimbra, Portugal - Zvolen, Slovaquie - Altea, Espagne - Oxelösund, Suède - Sherborne, Royaume-Uni |

### Kotka
- Klaipėda, Lituanie[6]

### Kuopio
- Pudong, Chine[7]

|}

## O

### Oulu[8],[9]
| - Halle, Allemagne (depuis 1968) - Leverkusen, Allemagne (depuis 1968) - Siófok, Hongrie (depuis 1978) | - Alta, Norvège (depuis 1948) - Arkhangelsk, Russie (depuis 1993), - Boden, Suède (depuis 1948) - Odessa, Ukraine (depuis 1957) |

## P

### Pori
- Riga, Lettonie (depuis 1965)[12]

## R

### Riihimäki
| - Suzhou, Chine (depuis 2004) - Aalborg, Danemark (depuis 1949) - Bad Segeberg, Allemagne (depuis 1954) - Szolnok, Hongrie (depuis 1969) | - Husavik, Islande (depuis 1966) - Olaine, Lettonie (depuis 1997) - Jonava, Lituanie (depuis 1999) - Skedsmo, Norvège (depuis 1958) | - Gus-Hrustalnyj, Russie (depuis 1960) - La Granja de San Ildefonso, Espagne (depuis 2001) - Karlskoga, Suède (depuis 1940) |

## T

### Tampere
- Guangzhou, Chine[14]